# Annie Get Your Gun

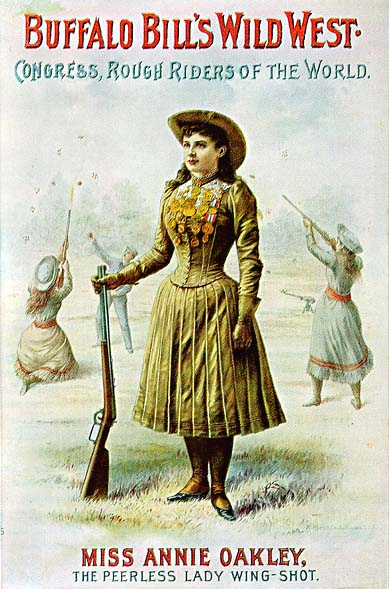
Poster van Annie Oakley

Annie Get Your Gun is een musical uit 1946 van Irving Berlin.
Het verhaal is geïnspireerd door de belevenissen van Annie Oakley, die deel uitmaakte van de Wild West Show van Buffalo Bill, samen met onder anderen haar echtgenoot Frank Butler en Sitting Bull.
De musical was een grote hit op Broadway (met 1147 uitvoeringen) en Londen (1304 voorstellingen in het London Coliseum).
Grote hits uit deze musical zijn onder anderen "Anything You Can Do (I can do it better)" en "There's No Business Like Show Business".

## Film
In 1950 verscheen er een verfilming van de musical, onder regie van George Sidney met in de hoofdrollen Betty Hutton en Howard Keel. Het muziekarrangement van Adolph Deutsch en Roger Edens werd in 1951 bekroond met een Oscar. De film werd vanaf 1951 in Nederland vertoond en was volgens de filmkeuring geschikt voor alle leeftijden.